# Nemotelus maculiventris
Nemotelus maculiventris är en tvåvingeart som beskrevs av Jacques-Marie-Frangile Bigot 1860. Nemotelus maculiventris ingår i släktet Nemotelus och familjen vapenflugor.
Artens utbredningsområde är Italien. Inga underarter finns listade i Catalogue of Life.